# Jazsmin Lewis
Jazsmin Lewis (* 22. März 1976 in Cleveland, Ohio) ist eine US-amerikanische Schauspielerin.

## Leben und Leistungen
Lewis ist gemischter, europäischer, afroamerikanischer und westindischer Abstammung, was sie in zahlreichen Aussagen mit Stolz erwähnt. Sie debütierte als Schauspielerin an der Seite von Martin Lawrence in einer Folge der Fernsehserie Martin aus dem Jahr 1994. Im Actionfilm Die Hölle von San Quentin (1995) spielte sie neben Wings Hauser eine der größeren Rollen. Nach zahlreichen Gastauftritten in Fernsehserien übernahm sie neben Mari Morrow und Amber Smith eine kleine Rolle in der Komödie Die Playboy-Falle aus dem Jahr 1997.
Im Thriller Automatic (2001) spielte Lewis eine der größeren Rollen, außerdem produzierte sie diesen Film mit. In der Komödie Barbershop (2002), die mit zahlreichen Preisen und Nominierungen bedacht wurde, spielte sie neben Ice Cube, Cedric the Entertainer und Sean Patrick Thomas eine der größeren Rollen. In der Komödie Traci Townsend (2005) übernahm sie die Hauptrolle, für die sie 2006 einen Preis des Boston International Film Festivals erhielt. Weitere Hauptrollen spielte sie in den Komödien Wifey (2005), Three Can Play That Game (2007) und Divine Intervention (2007).

## Filmografie (Auswahl)
- 1995: Die Hölle von San Quentin (Broken Bars)
- 1997: Die Playboy-Falle (How to Be a Player)
- 1999: Fraternity Boys
- 2001: Automatic
- 2002: Barbershop
- 2004: Barbershop 2 (Barbershop 2: Back in Business)
- 2004: Doing Hard Time
- 2005: Traci Townsend
- 2005: Wifey
- 2005: Flip the Script
- 2007: Three Can Play That Game
- 2007: Divine Intervention
- 2008: Grapes on a Vine